# Jean Mauvais
Jean Mauvais est un acteur français né le 1er mai 1924 à Courbevoie et mort le 10 juillet 1979 au sein de l'Hôpital Saint-Joseph dans le 14e arrondissement de Paris.

## Filmographie partielle

### Cinéma
- 1952 : L'Agonie des aigles de Jean Alden-Delos : le commandant Thiéry
- 1956 : La Loi des rues de Ralph Habib
- 1956 : Les Copains du dimanche d'Henri Aisner
- 1963 : Au cœur de la vie de Robert Enrico
- 1964 : Aurélia de Anne Dastrée (court métrage)
- 1967 : Les Risques du métier d'André Cayatte : l'inspecteur Lambert
- 1968 : La Bande à Bonnot de Philippe Fourastié
- 1973 : Charlie et ses deux nénettes de Joël Séria
- 1973 : Les grands sentiments font les bons gueuletons de Michel Berny
- 1973 : Le monde était plein de couleurs d'Alain Périsson
- 1974 : Le Fantôme de la liberté de Luis Buñuel : un agent de police
- 1974 : L'Évasion de Hassan Terro de Mustapha Badie
- 1975 : Le Petit Marcel de Jacques Fansten
- 1975 : Les Galettes de Pont-Aven de Joël Séria : le garagiste

### Télévision
- 1962 : Les Cinq Dernières Minutes épisode 26 : La Mort d'un casseur de Guy Lessertisseur : Landeneau
- 1963 : Le Chevalier de Maison-Rouge de Claude Barma : Cabrol
- 1965 : Belphégor ou le Fantôme du Louvre de Claude Barma : Duart
- 1966 : L'Île au trésor (en)
- 1966 : Corsaires et Flibustiers de Claude Barma : Pipe en terre
- 1970 : Les Enquêtes du commissaire Maigret, épisode Maigret et son mort de Claude Barma : Milesi
- 1971 : La Maison des bois de Maurice Pialat : Mahu
- 1971 : Les Nouvelles Aventures de Vidocq, épisode Les Chauffeurs du Nord de Marcel Bluwal
- 1973 : Les Mohicans de Paris (d'Alexandre Dumas), de Gilles Grangier : Cabet
- 1974 : À dossiers ouverts de Claude Boissol, épisode Gros calibre : Le Gall
- 1974 : Chéri-Bibi de Jean Pignol : Le Rouquin
- 1975 : La Mort d'un touriste d'Abder Isker
- 1977 : Un juge, un flic de Denys de La Patellière, première saison (1977), épisode : Le Crocodile empaillé
- 1978 :  Désiré Lafarge  épisode : Pas de Whisky pour  Désiré Lafarge  de Jean-Pierre Gallo
- 1978 : Messieurs les Jurés : L'Affaire Montvillers de Jean-Marie Coldefy

## Théâtre
- 1966 : Maître Puntila et son valet Matti, mise en scène de John Blatchley, Comédie de Saint-Étienne : Matti[2]